# Sidi M'Hamed (M'Sila)
Sidi M'Hamed (în arabă سيدي محمد) este o comună din provincia M'Sila, Algeria.
Populația comunei este de 8.300 locuitori (2008).